# Earth, Wind & Fire
Earth, Wind & Fire — американская группа, играющая музыку в стиле ритм-энд-блюз, соул, фанк, джаз, диско, рок. Основана в 1969 году в Чикаго. На ранних альбомах чувствуется сильное влияние рок-музыки. Группа временами использовала и латиноамериканские ритмы. Ей принадлежат такие известные хиты, как «Fantasy», «September», «Shining Star», «Let’s Groove» и другие.

## История
Музыка «Earth, Wind And Fire» вобрала в себя множество стилей — соул, фанк, ритм-энд-блюз, поп, госпел, джаз и африканские ритмы. Коллектив был образован по инициативе барабанщика Мориса Уайта (1941—2016), работавшего до этого в «Ramsey Lewis Trio» и «Salty Peppers». Компанию музыканту изначально составили Шерри Скотт (вокал), Филлард Уильямс (перкуссия), Вердайн Уайт (род. 25 июля 1951; бас), Майкл Бил (гитара), Честер Вашингтон (саксофон), Лесли Дрэйтон (труба), Алекс Томас (тромбон, аранжировки) и Уэйд Флемонс (клавишные, вокал). Первые два альбома «Earth, Wind And Fire» вызвали бурные восторги критиков, а сингл «I Think About Lovin' You» угодил в Топ 40 ритм-энд-блюзовых чартов. Впрочем, успех не способствовал единству коллектива, и группа быстро распалась.
В 1972-м оставшиеся вдвоем братья Уайты собрали новую версию «EWF», в которую вошли Джессика Кливс (вокал), Ронни Лос (р. 3 октября 1950; флейта, саксофон), Роланд Батиста (гитара), Лари Данн (р. 19 июня 1953; клавишные), Ральф Джонсон (перкуссия) и Филип Бэйли (р. 8 мая 1951; вокал). Фирма «Warner Bros.» толком не понимала, что делать со своими фанковыми подопечными, поэтому когда группу захотела перекупить компания «Columbia Records», контракт был отдан в новые руки без проблем. В 1972-м коллектив дебютировал на «CR» с альбомом «Last Days & Time» куда, помимо оригинального материала, вошли каверы Пита Сигера и «Bread».
,,
К следующему диску команда пришла в несколько видоизмененном составе: вместо Лоса и Батисты появились саксофонист Эндрю Вулфолк (1950—2022), а также гитаристы Эл МакКэй и Джонни Грэм. Альбом «Head To The Sky» сопровождался двумя хит-синглами, «Evil» и «Keep Your Head To The Sky», но более значимый успех был ещё впереди. Записанный уже без Джессики диск «Open Our Eyes» принес коллективу первую платину, а в 1975-м «EWF» вознеслись на самую вершину национальных поп-чартов с песней «Shining Star» с альбома «That’s The Way Of The World». Лейбл почувствовал запах больших денег и в срочном порядке потребовал от музыкантов ещё одну пластинку. Несмотря на спешку, работа над «Gratitude» завершилась удачно, и этот альбом стал дважды платиновым, что для «черной» группы являлось очень большим достижением. Кстати, к тому времени Джонсон переключился на вокал, а перкуссия перешла к третьему братцу-Уайту, Фреду.
Вторая половина 70-х для «Earth, Wind And Fire» была отмечена ещё тремя успешными альбомами: «Spirit», «All 'N All» и «I Am». Концерты «EWF» того времени обставлялись с большим размахом: пиротехнические и лазерные эффекты, летающие пирамиды и парящие в воздухе гитаристы. В 1979-м группа с аншлагами гастролировала по Европе и Японии, а её дэнс-шлягер «Boogie Wonderland» занимал первые строчки в хит-парадах многих стран. В дальнейшем дела коллектива пошли на спад и следующая работа, «Faces», достигла всего лишь золотой отметки. После этого альбома группу покинул МакКэй, а на его место вернулся Батиста, добавивший в саунд жесткости.
Следующие две полнометражки сопровождались несколькими хит-синглами, в том числе и грэмминосным «I Wanna Be With You». Однако вышедший в 1983-м диск «Electric Universe» оказался настолько неудачным, что проект на целых четыре года вошёл в ступор. Только в 1987-м фирме «Columbia» удалось уговорить Мориса Уайта и Филипа Бэйли реанимировать «Earth, Wind And Fire». Реюнион состоялся при участии нового гитариста Шелдона Рейнольдса, а альбом «Touch The World» дал группе два хита, «System Of Survival» и «Thinking Of You» (оба присутствовали как в дэнс-, так и в ритм-энд-блюзовых чартах). В 1988-м группа выпустила сборник «The Best of Earth, Wind & Fire Vol II», а в 1990-м вышел последний на «Columbia» альбом, «Heritage».
На протяжении 90-х «Earth, Wind And Fire» выпустили ещё только два студийных альбома, поскольку сказывался возраст музыкантов и состояние их здоровья. Тем не менее благодарная публика не забывала своих героев. В 1995-м на голливудской Аллее Славы была заложена звезда «EWF», а в 2000 году коллектив был введен в Зал Славы Рок-н-Ролла. В начале нового тысячелетия Морис Уайт на своем лейбле «Kalimba Records» выпустил пару альбомов своей группы: «Live In Rio» (концертные записи 1980 года) и первый за шесть лет студийник «The Promise». В 2005-м вышла очередная работа, «Illumination», которая принесла группе несколько номинаций на «Grammy» в различных категориях.
В декабре 2019 года группа стала одним из пяти лауреатов премии Кеннеди-центра. В 2020 году группа выступила на концерте-посвящении Принсу «Let’s Go Crazy: The Grammy Salute to Prince».

## Состав
- Вердин Уайт – бас, бэк-вокал (1970–1984, с 1987 по настоящее время)
- Филип Бейли старший – ведущий вокал, конга, перкуссия, калимба (1972–1984, с 1987 по настоящее время)
- Ральф Джонсон – ударные (1972–1984), перкуссия, бэк-вокал (1972–1984, с 1987 по настоящее время)
- Дэвид Уайтворт – перкуссия, бэк-вокал (с 1996 по настоящее время)
- Майрон Маккинли – клавишные, музыкальный директор (с 2001 по настоящее время)
- Джон Пэрис – ударные, бэк-вокал (с 2001 по настоящее время)
- Филип Бейли младший – вокал, перкуссия (с 2008 по настоящее время)
- Моррис О'Коннор – ведущий вокал, бэк-вокал (с 2008 по настоящее время)
- Сердж Дмитриевич – ритм-гитара, бэк-вокал (с 2012 по настоящее время)

## Дискография

### Студийные альбомы
1. 1970 — Earth, Wind & Fire
2. 1971 — The Need of Love
3. 1972 — Last Days and Time
4. 1973 — Head to the Sky
5. 1974 — Open Our Eyes
6. 1975 — That’s the Way of the World
7. 1976 — Spirit
8. 1977 — All in All
9. 1979 — I Am
10. 1980 — Faces
11. 1981 — Raise!
12. 1983 — Powerlight
13. 1983 — Electric Universe
14. 1987 — Touch the World
15. 1990 — Heritage
16. 1992 — The Eternal Dance
17. 1993 — Millennium
18. 1996 — Avatar
19. 1997 — In the Name of Love
20. 2003 — The Promise
21. 2006 — In The Name of Love
22. 2009 — Illumination
23. 2013 — Now, Then & Forever
24. 2014 — Holiday

### Концертные альбомы
1. 1975 — Gratitude
2. 1995 — Live in Velfarre
3. 1996 — Greatest Hits Live
4. 2002 — Live in Rio
5. 2002 — That’s the Way of The World: Alive in '75
6. 2010 — Live at Velfarre

### Сборники
1. 1978 — The Best of Earth, Wind & Fire Vol. I
2. 1988 — The Best of Earth, Wind & Fire Vol. II